# وادي لفيا (بدبد)
وادي لفيا منطقة سكنية تقع في ولاية بدبد، التابعة لمحافظة الداخلية في سلطنة عمان. يقدر عدد سكانها بـ 6 نسمة حسب إحصاء عام 2010 التابع للمركز الوطني للإحصاء والمعلومات الحكومي. رمز المنطقة هو 50820240.

## الوصلات الخارجية
- المركز الوطني للإحصاء والمعلومات، سلطنة عمان